# Mimi Fox
 (décembre 2013).
Si vous disposez d'ouvrages ou d'articles de référence ou si vous connaissez des sites web de qualité traitant du thème abordé ici, merci de compléter l'article en donnant les références utiles à sa vérifiabilité et en les liant à la section « Notes et références ».
Mimi Fox est une guitariste de jazz américaine, née à New York le 24 août 1956.

## Biographie
Elle commence à jouer de la batterie à neuf ans, puis de la guitare à dix ans. A quatorze ans, elle achète son premier album jazz Giant Steps de John Coltrane qui change le cours de sa vie musicale. Elle commence à voyager dès sa sortie de l'école et finit par s'installer dans la région de la baie de San Francisco où elle devient une guitariste recherchée.  

## Carrière
Artiste de renommée internationale guitariste, compositrice elle est reconnue comme l'une des guitaristes de jazz les plus éloquentes sur la scène actuelle. 
Elle a joué et enregistré avec les meilleurs du jazz (Charlie Byrd, Stanley Jordan, Charlie Hunter, et Mundell Lowe). Elle a également joué à l'extérieur du monde du jazz avec des légendes comme Stevie Wonder et John Sebastian.

## Enseignement
Mimi Fox enseigne à l'école de jazz de l'université de Berkeley en Californie et elle est professeur auxiliaire à l'Université de New York. 
Elle fait également des master classes dans le monde entier. En 2005, elle reçoit un prix de l'Association internationale des éducateurs de jazz pour services exceptionnels à l'enseignement du jazz. Elle a publié plusieurs ouvrages pédagogiques populaires et CD-Rom interactifs.

## Discographie
- 2013 Diane Hubka West Coast Strings SSJ Records
- 2013 Mimi Fox Standards, Old and New Origin Records
- 2012 Various Artists he Best of Jazz Live/San Diego Jazz 88.3 FM Records
- 2012 Trelawny Rose Shed a Little Light Patois Records
- 2012 Deborah Harris Snapshots
- 2011 	Mimi Fox Live at the Palladium Favored Nations
- 2009 Various Artists Live at the Oasis Five Points Groove (Jazz 89, KUVO, Denver)
- 2009 	Pamela Rose 	Wild Women of Song 	Three Handed Records
- 2008 	Mike Sweetland 	stringsongruvs
- 2006 	Marian McPartland An NPR Jazz Christmas/Marian McPartland and friends NPR(National Public Radio)
- 2006 	Mimi Fox 	Perpetually Hip ** 	Favored Nations
- 2005 	Various Artists La Guitara: Gender Bending Strings 	Vanguard
- 2005 	Mimi Fox/Bruce Arnold 	Soul Eyes 	Muse-eek
- 2004 	Various Artists 	Acoustic Christmas 	Favored Nations
- 2004 	Mimi Fox 	She's The Woman ** 	Favored Nations
- 2003 	Mimi Fox & Greta Matassa 	Two For The Road 	Origin Records
- 2002 	Lisa B. 	Center of the Rhyme
- 2002 	Maye Cavallaro 	Hearts
- 2002 	Arin Simonian 	All These Wounds **
- 2001 	Mimi Fox 	Standards ** 	Origin Records
- 2000 	Denine Monet 	Lady Bird
- 2000 	Don Lanphere 	Like A Bird 	Origin Records
- 1999 	Margret Bernstein 	On The Theshold of Change
- 1999 	Mimi Fox 	Kicks 	Monarch
- 1998 	Maye Cavallaro 	Never Let Me Go
- 1998 	Blake Chen 	Shadow **
- 1997 	Green 	Multi-headed Heart **
- 1995 	Mimi Fox 	Turtle Logic ** 	Monarch
- 1994 	Alice DiMicele 	Naked
- 1993 	Mimi Fox 	Mimi Fox Live 	Tusco
- 1992 	Debbie Fier 	Uncharted Waters
- 1989 	Elaine Townsend 	Heartbreaker Blues **
- 1988 	Lisa Cohen 	Lisa Cohen **
- 1988 	June Millington 	One World, One Heart
- 1985 	April Masten 	Not So Much To Want
- 1985 	Mimi Fox 	Against The Grain 	Catero
- 1984 	Silvia Kohan 	Finally Real 	Windam Hill
- 1983 	Mary Gemini 	Possibly Live Music
- 1982 	Robin Flower 	Green Sneakers 	Flying Fish
- 1982 	Nina Wise w/ Avalanche 	Dreamwhip
- 1981 	James Gardiner 	Comets & Evil Ones

## Liens
- Mimi Fox's official website
- Mimi Fox's Discography